# Finkwiller

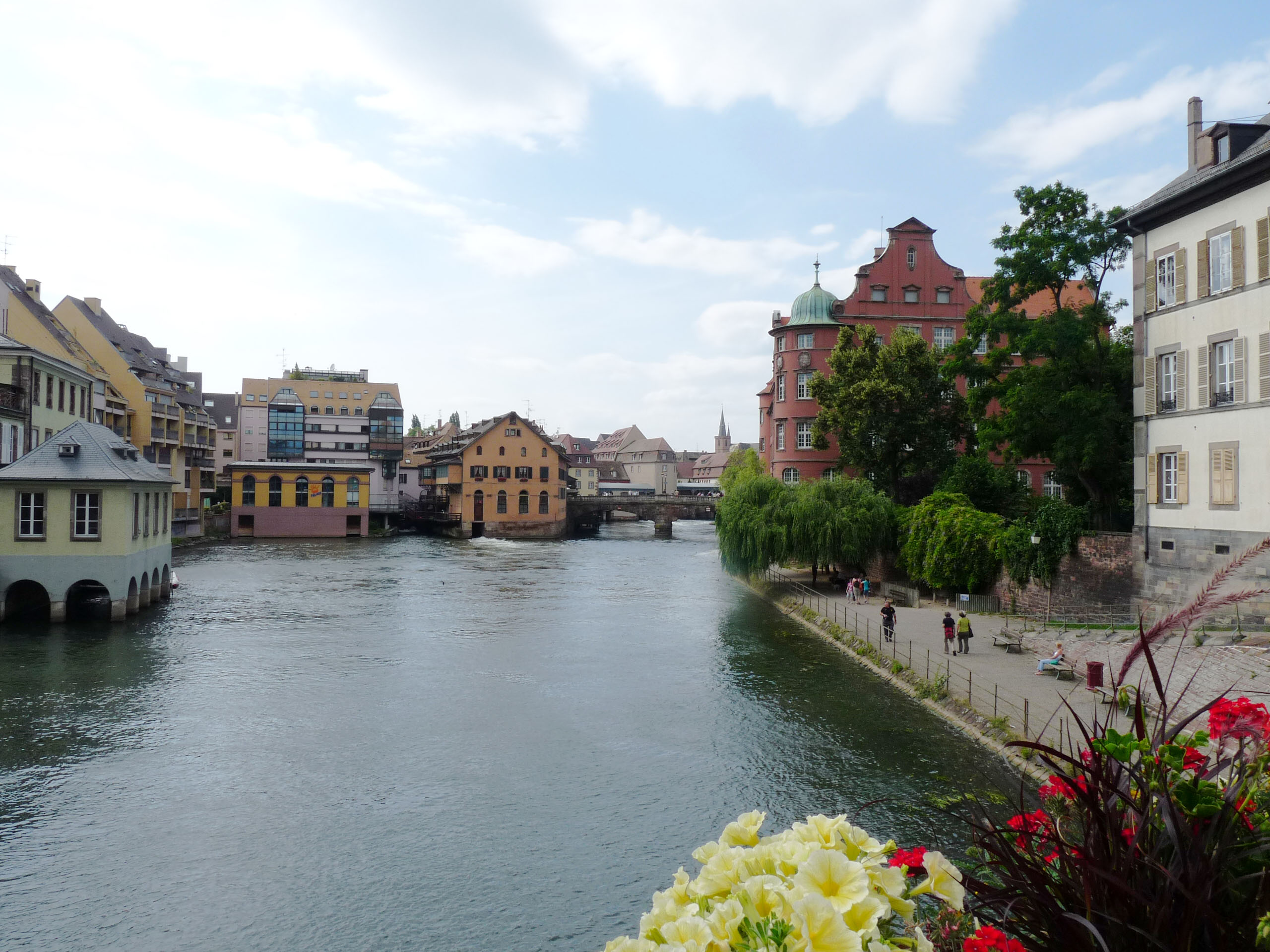
Vue sur l'Ill depuis le pont Saint-Thomas.

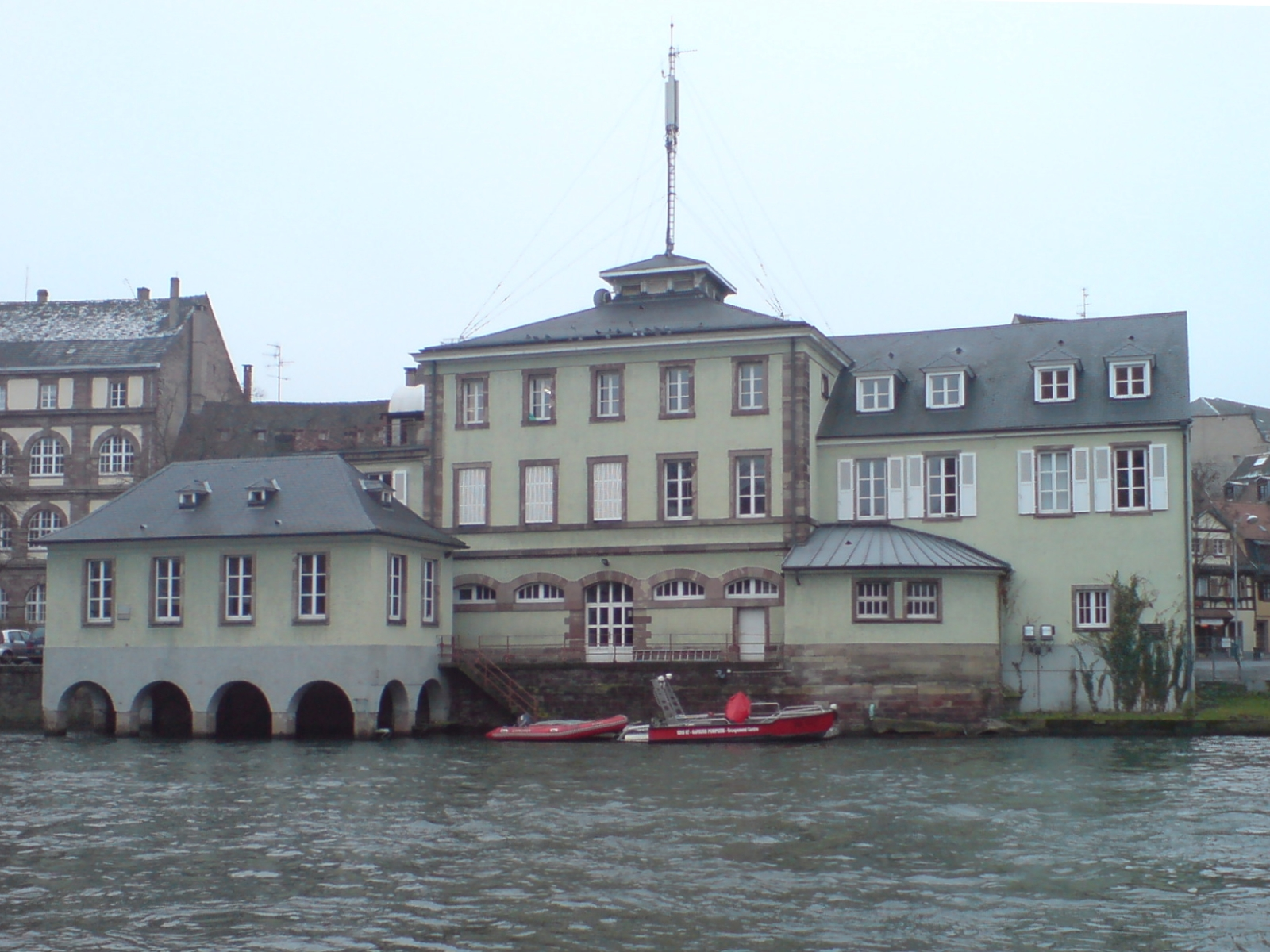
La caserne des pompiers.

Le Finkwiller [fiŋkvilɛʁ] est un quartier historique de Strasbourg situé au sud de la Grande Île. Il fait partie depuis 2013 du quartier administratif Centre-ville  à la suite du nouveau découpage administratif de la ville.
Le quartier est délimité au nord et à l'ouest par l'Ill, à l'est par la rue de la Première-Armée et au sud par l'Hôpital civil.

## Un quartier historique
À l'origine le Finkwiller s'étendait jusqu'au Heyritz au sud et englobait l'Hôpital civil . C'était un quartier de jardiniers et de pêcheurs qui tirait son nom des pinsons (en allemand « Fincken ») qui peuplaient ses jardins . Il pourrait aussi s'agir d'un sobriquet pour désigner les habitants du quartier.

### LeDäumelthurm
Le Däumelthurm – ou tour de la Question – était une ancienne tour du système défensif de la ville transformée au XVe siècle en salle de torture. Détruite en 1790, elle était située au bout de l'actuelle rue de la Question.

### LaBlatterhaus
La « Blatterhaus » est un hospice fondé en 1503 par Gaspard Hofmeister, bourgeois de la ville, pour accueillir les personnes atteintes de la syphilis. Cette dernière fut introduite dans la région par les bandes du roi de France Charles VIII à leur retour du siège de Naples de 1495. L'établissement a été agrandi à deux reprises, en 1506 et 1522, avant d'être transféré en 1687 dans l'actuel quartier de la Petite France dont il est à l'origine du nom.

## Description
Séparé du quartier touristique de la Petite France par l'Ill, le Finkwiller a conservé nombre de maisons à colombages.
Les célèbres facteurs d'orgue Silbermann y avaient leur atelier. 
Le quotidien régional Dernières Nouvelles d'Alsace est fondé dans le quartier le 1er décembre 1877 par Heinrich Ludwig Kayser. Une plaque commémorative, apposée sur le n°7 rue du Bain-Finkwiller (l'immeuble d'origine fut démoli dans les années 1960), est dévoilée le 1er décembre 2015 par Roland Ries, maire de Strasbourg, et Francis Hirn, directeur du journal.
Le peintre alsacien Alfred Tinsel (1920-1998) est l'auteur d'un tableau intitulé Le Bain Finkwiller.
Le bureau de poste de Strasbourg-Finkwiller a définitivement fermé en juin 2011 malgré la protestation des riverains. L'immeuble dans lequel il se trouvait a été racheté par le conseil départemental du Bas-Rhin et démoli début 2014.
Le quartier compte deux églises et deux chapelles : l'église Saint-Louis, l'église Saint-Nicolas, la chapelle des Diaconesses et la chapelle de la communauté des Sœurs de Marie Réparatrice. 
En raison de sa proximité avec l'hôpital civil, on y trouve la Faculté de médecine de Strasbourg, la Faculté de chirurgie dentaire et la clinique des Diaconesses. 
Trois établissements scolaires sont situés dans le quartier : le groupe scolaire du Finkwiller, le lycée Charles Frey et le collège Lucie Berger - pôle Éducatif Protestant de Strasbourg.
L'hôtel de la collectivité européenne d'Alsace (auparavant du conseil départemental du Bas-Rhin) a été construit au bord de l'Ill en 1988.
Notons la présence de l'ancien haras national et du barrage Vauban qui fait le lien avec le quartier de la Gare.
Enfin on y trouve aussi la caserne des pompiers du Finkwiller et une salle de spectacles, La Choucrouterie.